# Honghu Shuiku
Honghu Shuiku är en reservoar i Kina. Den ligger i provinsen Jiangxi, i den sydöstra delen av landet, omkring 23 kilometer söder om provinshuvudstaden Nanchang. Honghu Shuiku ligger 17 meter över havet. Trakten runt Honghu Shuiku består till största delen av jordbruksmark.
Genomsnittlig årsnederbörd är 2 190 millimeter. Den regnigaste månaden är juni, med i genomsnitt 367 mm nederbörd, och den torraste är oktober, med 28 mm nederbörd.